# Manoir du Rest (Langoëlan)
Le manoir du Rest est un édifice situé à Langoëlan en France.

## Localisation
Le manoir est situé sur le territoire de la commune de Langoëlan, au lieu-dit le Rest, dans le département du Morbihan en région Bretagne.

## Description
Le manoir actuel occupe le nord d'une cour fermée sur trois côtés et ouverte au sud. Au centre la cour trône un puits circulaire en pierre de taille à superstructure de granite, accompagné d'une auge monolithe. Le logis se compose d'une partie à étage carré avec deux pièces au rez-de-chaussée chauffée par deux cheminées, une pièce à l'étage chauffée par une cheminée à l’est. On accède à l'étage par l'appentis postérieur qui contient l'escalier en équerre, en bois à balustres plats, adossé à l'ancien mur postérieur du logis. L'étage est surmonté d'un comble à surcroît éclairé de deux jours passants en travées avec les fenêtres. Le logis est encadré de deux logis sans étage à pièce unique. celui de l'ouest est chauffé par une cheminée à linteau monolithe de granite. La toiture à longs pans est couverte d'ardoises, pignons couvert et découvert

## Historique
Le logis principal date de la deuxième moitié du XVIIe siècle ou de la première moitié du XVIIIe siècle, les logements secondaires et appentis sont des adjonctions. Le manoir n'est pas mentionné comme terre noble dans la réformation de 1666 : Le Méné mentionne le lieu comme Rest-er-Squiric. Au début du XVIIIe siècle, Le Rest appartient à Louis De Brossard, notaire de la seigneurie de Coët-Codu : il est mentionné comme manoir en 1738, date à laquelle Renée Guilloux, veuve de Louis de Brossard rend aveu comme tutrice de ses enfants. Par le mariage de sa fille Anne-Françoise de Brossard, il passe ensuite à la famille du Chelas, dont Pierre fut un chouan compagnon de Cadoudal. Le logis principal peut remonter au XVIIe siècle, mais il a été remanié au XVIIIe siècle, lors de la construction de l'appentis postérieur à comble brisé qui contient l'escalier. La date de 1699 lu par l'abbé Le Gohébel n'a pas été retrouvée. Le logis ouest sans étage remploie des matériaux, dont les ouvertures, du XVIe siècle ou du début du XVIIIe siècle. Le logis est également sans étage est antérieur au plan cadastral de 1842 et remploie une porte du XVIIe siècle. Très remaniées au XXe siècle, les dépendances en retour sur la cour datent du XIXe siècle, celle de l'est mentionnée en 1842 et allongée vers le nord après cette date, tandis que celle de l'ouest, n'existe pas encore à cette date, bien qu'elle réemploie des pierres plus anciennes, les bâtiments qui figurent à l'ouest du manoir sur le plan cadastral de 1842, aujourd'hui ont presque tous disparu, ou du servir de carrière pour les diverses reconstructions.Le puits en pierre de taille date du XVIIIe siècle.
Le manoir est inscrit à l'inventaire général du patrimoine culturel.